# Preussens krigsministre
Preussens krigsministerium blev gradvist etableret mellem 1808 og 1809 som led i en række reformer iværksat af en militær reform kommission oprettet efter nederlaget, der førte til Paris-Traktaten. Bayern, Württemberg og Sachsen havde deres egne krigsministerium.
| Preussiske krigsminister, 1808 - 1918  |                                    |
| Minister                               | År                                 |
| Gerhard von Scharnhorst                | 1. marts 1808–17. juni 1810        |
| Karl Georg Albrecht Ernst von Hake     | 17. juni 1810–August 1813          |
| Hermann von Boyen                      | 3. juni 1814–November 1819         |
| Karl Georg Albrecht Ernst von Hake     | November 1819–Oktober 1833         |
| Job von Witzleben                      | Oktober 1833–1837                  |
| Gustav von Rauch                       | 1837–1. marts 1841                 |
| Hermann von Boyen                      | 1. marts 1841–6. oktober 1847      |
| Ferdinand von Rohr                     | 6. oktober 1847–2. april 1848      |
| Karl von Reyher                        | 2. april 1848–26. april 1848       |
| August Wilhelm Graf von Kanitz         | 26. april 1848–16. juni 1848       |
| Ludwig Freiherr Roth von Shreckenstein | 16. juni 1848–7. september 1848    |
| Ernst von Pfuel                        | 7. september 1848–2. november 1848 |
| Karl von Strotha                       | 2. november 1848–27. februar 1850  |
| August von Stockhausen                 | 27. februar 1850–31. december 1851 |
| Eduard von Bonin                       | 31. december 1851–1854             |
| Friedrich Graf von Waldersee           | 1854–6. november 1858              |
| Eduard von Bonin                       | 6. november 1858–28. november 1859 |
| Albrecht Graf von Roon                 | 5. december 1859–9. november 1873  |
| Georg von Kameke                       | 9. november 1873–3. marts 1883     |
| Paul Bronsart von Schellendorf         | 3. marts 1883–8. april 1889        |
| Julius von Verdy du Vernois            | 8. april 1889–4. oktober 1890      |
| Hans von Kaltenborn-Stachau            | 4. oktober 1890–19. oktober 1893   |
| Walther Bronsart von Schellendorf      | 19. oktober 1893–14. august 1896   |
| Heinrich von Gossler                   | 14. august 1896–15. august 1903    |
| Karl von Einem                         | 15. august 1903–11. august 1909    |
| Josias von Heeringen                   | 11. august 1909–7. juni 1913       |
| Erich von Falkenhayn                   | 7. juni 1913–21. januar 1915       |
| Adolf Wild von Hohenborn               | 21. januar 1915–29. oktober 1916   |
| Hermann von Stein                      | 29. oktober 1916–9. oktober 1918   |
| Heinrich Scheuch                       | 9. oktober 1918–9. november 1918   |
| Walther Reinhardt                      | 2. januar 1919–13. februar 1919    |